# HD 19066
HD 19066，又名BD+40 664，SAO 38559、HR 923，是一颗恒星，视星等为6.05，位于銀經148.7，銀緯-15.49，其B1900.0坐标为赤經2h 58m 52.7s，赤緯+40° -15.49′ 32″。